# Voie panathénaïque
Pour les articles homonymes, voir Voie sacrée (Grèce).

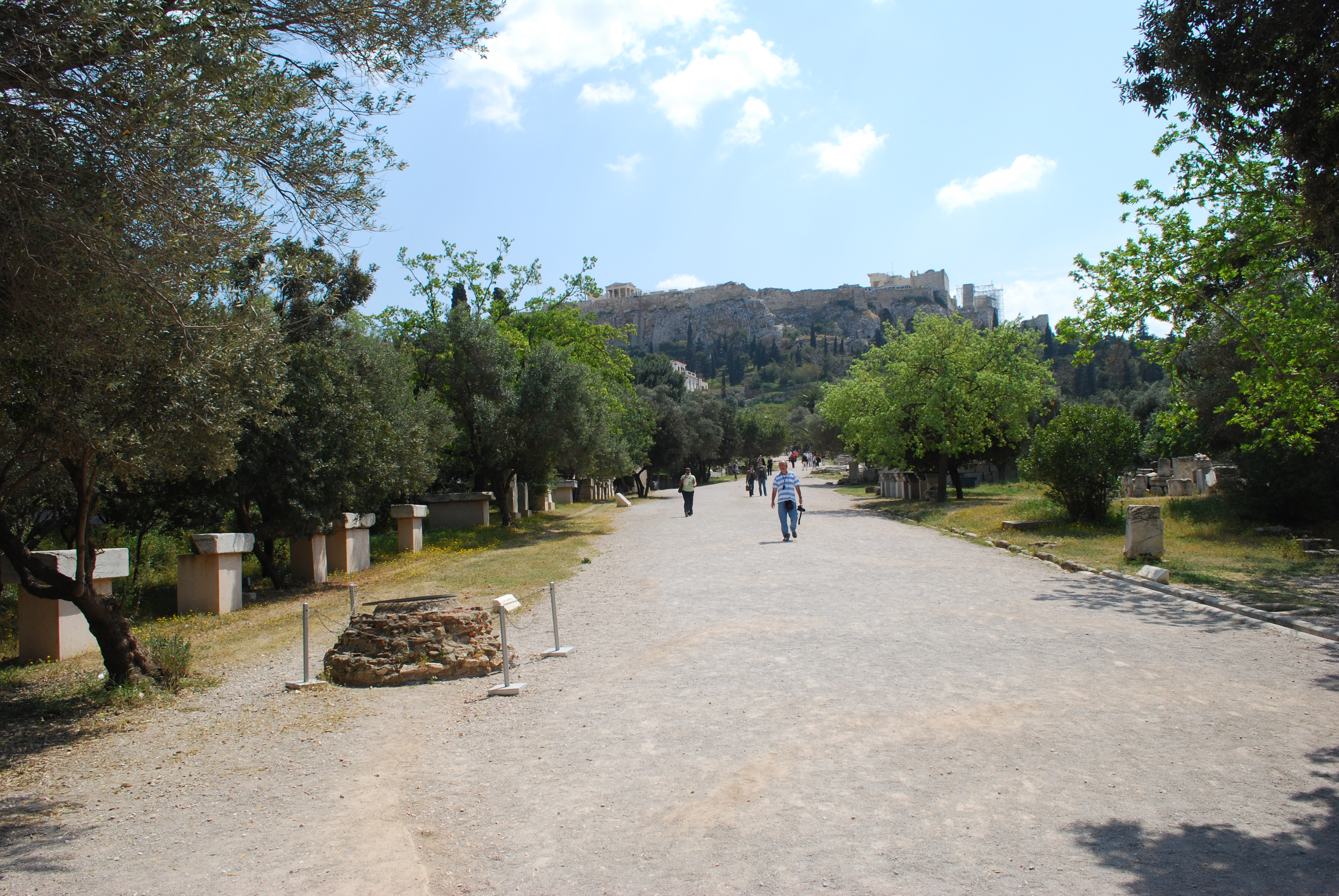
La voie panathénaïque avec l'Acropole d'Athènes en arrière-plan.

La voie panathénaïque était une voie d'Athènes le long de laquelle se déroulaient des processions à l'occasion des fêtes panathénaïques, commémorant la fondation de la ville par Thésée à travers le synœcisme (regroupement) de plusieurs villages.
Jusqu'à l'Archontat d'Hippocléide (en) (566-565 av. J.-C.), les Panathénées étaient des fêtes annuelles célébrées du 24 au 28 du mois d'Hécatombéon (8-12 août). Après cette date, d'autres fêtes appelées les Grandes Panathénées furent instituées (pour les distinguer des précédentes qui prirent le nom de Petites Panathénées), qui avaient lieu tous les quatre ans du 21 au 29 du mois d'Hécatombéon (5-13 août). Le rite principal des deux festivités était précisément les processions qui, le long de la voie panathénaïque, partaient du quartier de Céramique, puis s'arrêtaient dans tous les lieux sacrés les plus importants de la ville, y compris l'Agora d'Athènes, et montaient enfin sur l'Acropole d'Athènes.
Aujourd'hui encore la route est praticable et tracée.

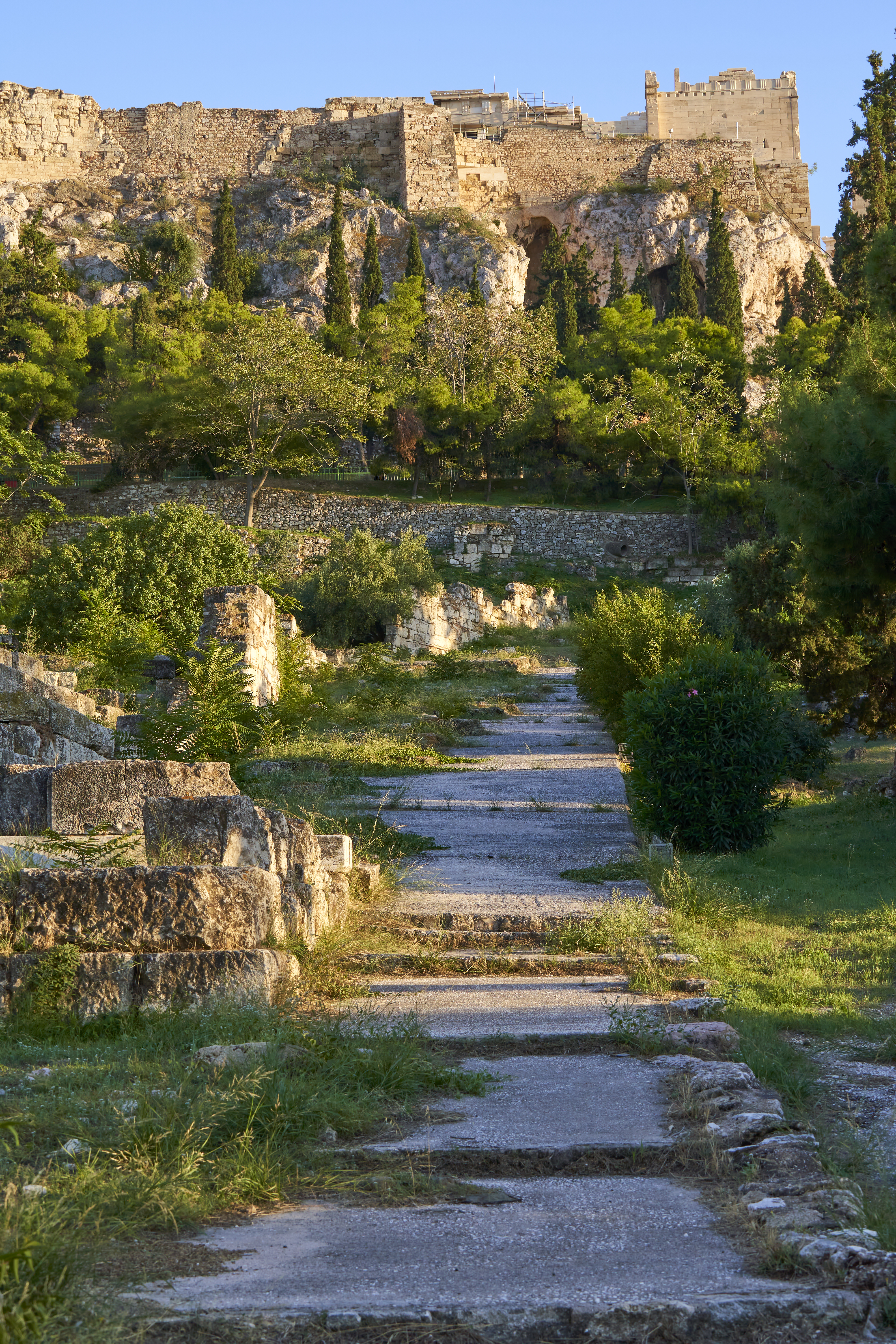
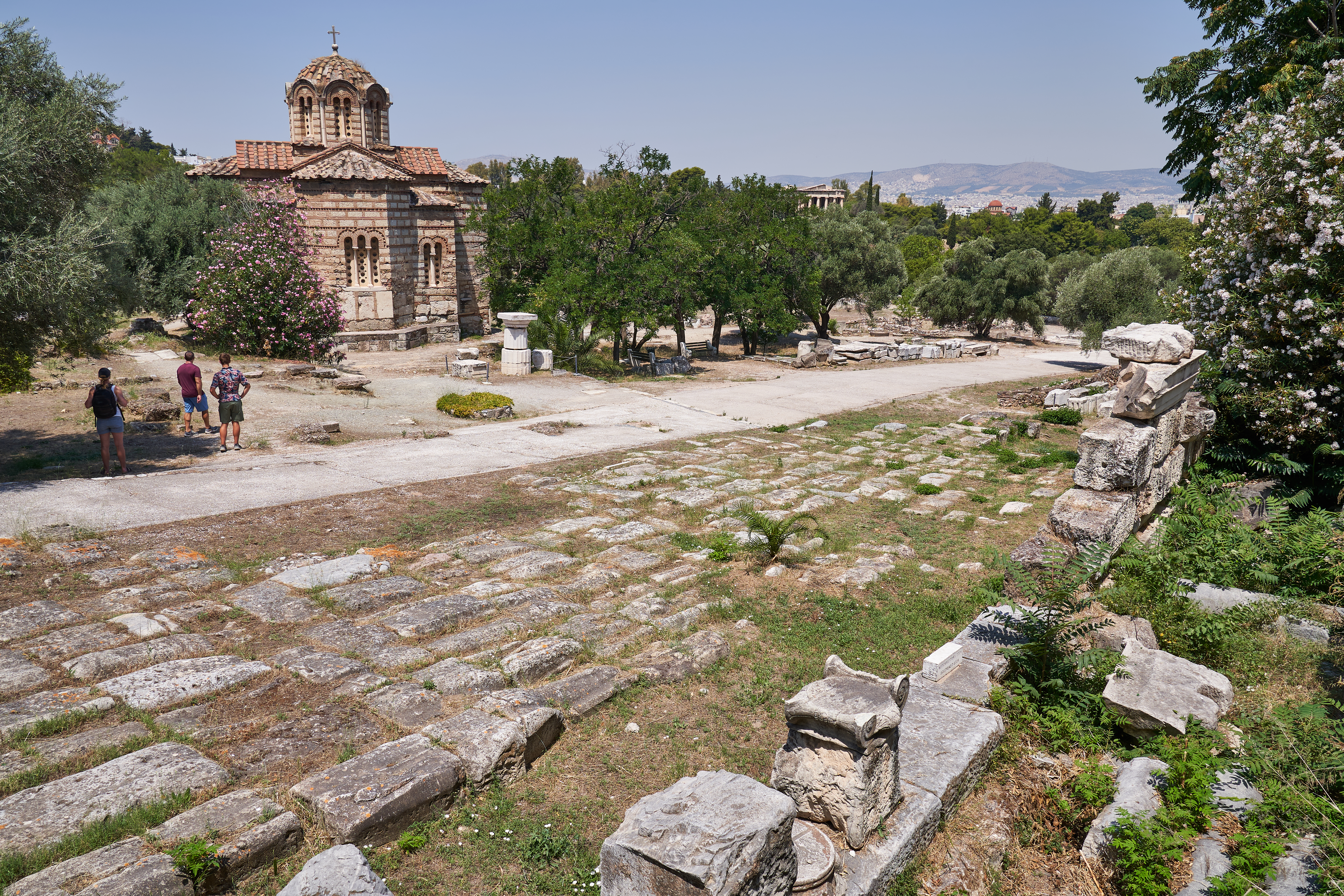
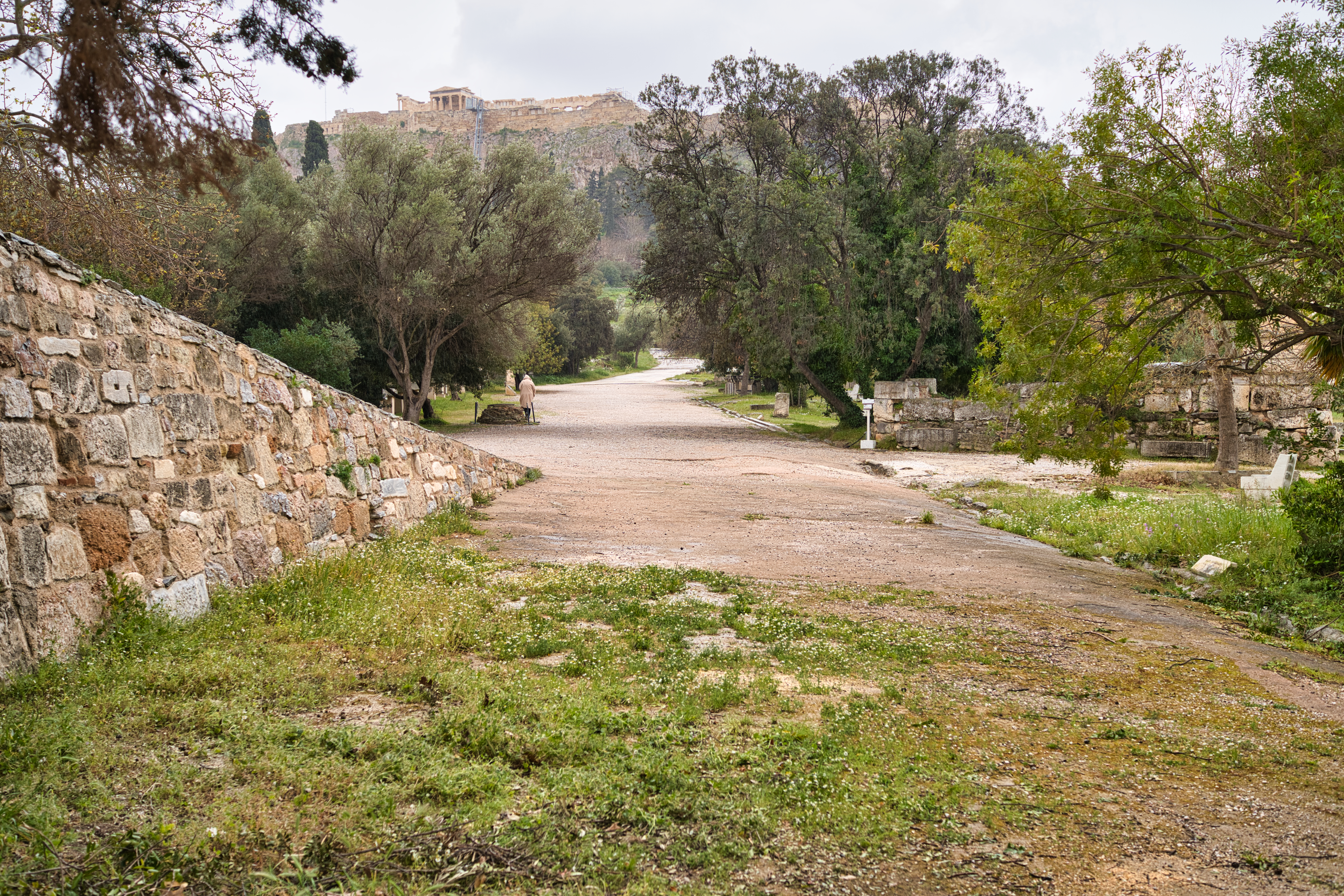
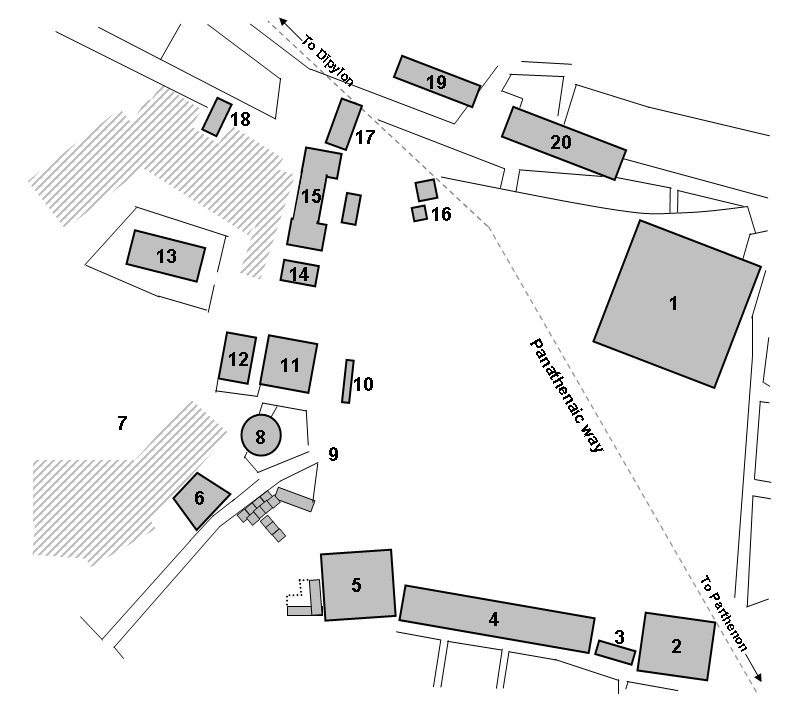